# Belhi (Siraha)
Pour les articles homonymes, voir Belhi.
Belhi (en népalais : बेल्ही) est un comité de développement villageois du Népal situé dans le district de Siraha. Au recensement de 2011, il comptait 4 014 habitants.